# Vela de Acción de Gracias
La Vela de Acción de Gracias (en rumano: Lumânarea Recunoştinţei) es un monumento y una capilla en Soroca, Moldavia.
El monumento fue iniciado por Ion Druta. Se trata de una estructura de unos 29,5 metros (97 pies) de altura, que simboliza una vela y que es llamada también "monumentul lui Badea Mior". Representa un homenaje a los héroes anónimos que han conservado la cultura, el idioma y la historia de Moldavia. La luz de la vela se puede ver en la noche de Otaci en el Norte y en el Sur de Camenca. 